# شهرستان بارو (چیریکی)
شهرستان بارو (به اسپانیایی: Distrito de Barú) یک منطقهٔ مسکونی در پاناما است که در استان چیریکی واقع شده‌است. شهرستان بارو ۵۸۹ کیلومتر مربع مساحت و ۶۰٬۵۵۱ نفر جمعیت دارد.